# Club Social y Deportes Linares Unido
El Club Social y Deportes Linares Unido es un club de fútbol de Chile, con sede en la ciudad de Linares, Región del Maule. Fue fundado el 19 de noviembre de 1955, tras la fusión de tres clubes amateurs de la ciudad, con el nombre de Club Deportivo Lister Rossel. Actualmente juega en la Segunda División Profesional de Chile.
El club es conocido por ser uno de los más tradicionales en el profesionalismo, y por haber tenido el récord de temporadas consecutivas en la Segunda División (actual Primera B) del fútbol chileno, con 30 años en la categoría, desde 1961 hasta 1991. Sus títulos conseguidos son 3 de Tercera División (uno de los más veces campeón de la división, junto con Colchagua y Ñublense) y 1 de Tercera División B.
El "Depo" hace de local en el Estadio Fiscal Tucapel Bustamante Lastra, inaugurado en 1921 con capacidad para 4000 espectadores. Su rivales tradicionales son Ñublense, con quien disputaba el antiguo clásico del sur del ascenso y Rangers, con quien en sus años en Segunda División disputaba el antiguo Clásico del Maule.  Además tiene rivalidades menores con Curicó Unido e Iberia.  

## Historia
En los salones del Consejo Local de Deportes de Linares, Carlos Aburman, junto al Presidente de la Asociación de Fútbol local, Emilio Fuente, citaron a las directivas de los clubes de fútbol «Arturo Prat», «Español» y «Olimpia» para estudiar y concretar la fusión de estas tres instituciones, y así formar un club profesional para competir en la Segunda División del fútbol chileno. Aquella reunión fue el día 19 de noviembre de 1955.
Se dieron varios nombres para bautizar al club: "Unión Linares", "Provincial Linares", "Linares Unido" o "General Ibáñez". Al final, Luis Pereira, representante del Arturo Prat, propuso Lister Rossel, nombre de un médico pediatra linarense, deportista y  delegado del fútbol amateur en la ANFA y en la Federación de Fútbol de Chile, recientemente fallecido. Como colores se adoptaron aquellos de los tres fundadores: blanco, rojo y azul.
En 1956 comenzó su actividad en su asociación de fútbol local. Luego de traer refuerzos extranjeros y formar una selección de jugadores locales, en 1957 es autorizado por la ACF para debutar en el torneo de Segunda División del fútbol chileno, descendiendo en ese mismo año a su asociación de origen, tras una mala campaña. En 1958, ingresó en el Campeonato Regional de Concepción, cumpliendo una buena campaña, lo que motivó su re-postulación al Ascenso, la que fue aceptada, por lo que regresó a Segunda el año 1961.
En el Campeonato de 1964 estuvo a punto de ascender a Primera División, cuando quedó ubicado en el 2º lugar de la tabla, con 4 puntos abajo del líder y ascendido O'Higgins. Pero fue en 1968 cuando tuvo su mejor opción de ascender a la división de honor del fútbol chileno. Clasificó como puntero a la liguilla del campeonato, pero en ella quedó en cuarto lugar, muy lejos del primero y campeón Antofagasta Portuario.
Hacia 1974, y luego de una reunión de varias autoridades locales en la Municipalidad de Linares, se decidió el cambio de nombre a Club de Deportes Linares, ya que representaba mejor a la ciudad y sus alrededores. En aquella época, la Asociación Central de Fútbol recomendaba usar el nombre de las provincias para bautizar a los clubes deportivos.
Luego de una muy mala campaña en Segunda, Deportes Linares desciende a Tercera División en 1991 junto a Ñublense, Cobreandino, Lozapenco y Deportes Ovalle. En 1992 el equipo cambia su nombre a Club Deportivo y Social Frutilinares, denominación que perdura por dos años, volviendo a su anterior nombre. Después de tres temporadas en esa categoría, obtiene el título de Tercera División y su regreso a Segunda.
Luego de varios años en la medianía de la tabla de posiciones, con pocas opciones de ascender a Primera, el club acaba último en la tabla de la Primera B 2001, por lo que el equipo regresa a la Tercera División chilena.
El 27 de febrero de 2006 el club pasó a denominarse oficialmente como Club Deportivo Linares Unido, como una forma de lograr un mayor sentimiento de representación ante la ciudadanía, tras conseguir el apoyo de la Municipalidad.
El torneo 2008 fue negativa para Linares Unido. No accedió a los play-offs de ascenso y quedó relegado a la liguilla permanecía, que definía a los equipos que permanecían en Tercera y a los que descendían a la nueva Tercera B (una versión reeditada de la antigua Cuarta División) o regresaban a su asociación de origen. En ese grupo tuvo un irregular rendimiento y descendió a Tercera B, aunque a principios de 2009, con el retiro de Deportivo Universidad Arturo Prat de la Tercera A, quedó un lugar vacante y se realizó una liguilla con 4 aspirantes al cupo. La liguilla fue ganada por Linares mediante penales en una emocionante final, en donde su figura fue el portero Luis Borgoño, uno de los mejores jugadores del año 2009 y así aseguró un año más en la Serie C del fútbol nacional.
En el Torneo Oficial 2010, el equipo realiza una irregular campaña, finalizando la Primera Fase en el sexto puesto con 15 puntos, lo que significó quedar fuera de la lucha por el ascenso y pelear en la liguilla de descenso a Tercera B. En esa instancia no logra un buen nivel y queda en último lugar, obligándolo a disputar un partido de definición con Deportes Quilicura para no caer a la cuarta categoría. En el Repechaje Linares cae de local por 3-1 y empata 2-2 en el duelo de vuelta de visita, perdiendo en el alargue por 0-2. Con esto, Linares Unido desciende a la Tercera B.
Tras el descenso, el club retoma el nombre de Deportes Linares. De la mano de Jaime Nova, Linares realizó una gran campaña la siguiente temporada, clasificando a la Fase Final, junto a Deportes Valdivia, Ferroviarios y Sportverein Jugendland. El 15 de octubre de 2011, logra regresar a la Tercera A, tras vencer en su visita a Ferroviarios por 0-3 y el día 29 del mismo mes se proclama campeón de la división tras vencer 4-1 a Jugendland en Peñaflor.
En la Tercera A 2012, siguiendo las buenas campañas, el club clasifica a la Fase Final del torneo, asegurando el ascenso para el Transición de Segunda Profesional 2013. Pero igual debió disputar la Liguilla, en la que acabó subcampeón, clasificando a los play-offs con el campeón y subcampeón de la Segunda Profesional 2012, para buscar un cupo en la Primera B. En la Final, Linares cayó ante Deportes Copiapó, que ascendió directamente a la Primera B 2013, mientras que los "albirrojos" disputaron su siguiente temporada en la Segunda División Profesional.
El elenco maulino se mantuvo en la división hasta que en el Torneo 2015-16, después de disputar la Liguilla del Descenso, y quedar penúltimo, Linares desciende a la Tercera A, regresando así al fútbol amateur nacional.
Desde el 2016 un grupo de hinchas liderados por Marcos Álvarez Yáñez, junto con Cristián Saldías, Juan Carlos Lara, Mauricio Loyola, entre otros, decidieron empezar un nuevo proyecto a 3 años con el objetivo de regresar al profesionalismo lo antes posible. Así durante las tres siguientes temporadas y luego de un gran esfuerzo, el club re-encantó a la ciudad y paso a paso se iba consolidando el sueño de volver a la Segunda División Profesional.
Finalmente en el Torneo de Tercera A 2019, Deportes Linares se consagró campeón y logró al ascenso al profesionalismo. El elenco albirrojo igualó sin goles como local ante Provincial Ovalle y aprovechó el empate 2-2 de Deportes Concepción ante Deportivo Pilmahue, para alcanzar los 55 puntos y mantener su distancia de cinco puntos a falta de una fecha para el final.
El paso de Deportes Linares en la Segunda División 2020 estuvo marcada por la complicada situación institucional y deportiva del club. Primero, se denunció que el gerente del club, Gabriel Artigues, usó dineros que envió Conmebol para fines personales. Luego, en el mes de septiembre, el plantel sufrió un gran brote de coronavirus en medio de la pandemia de COVID-19. En el campeonato el equipo no empezó bien, y nunca logró despegar del último lugar de la tabla, de la cual fue colista desde la tercera fecha hasta la vigésima segunda jornada, que fue la última, y finalmente descendió de forma matemática a la Tercera A luego del empate ante Colchagua, y el empate 1-1 entre Deportes Colina y Fernández Vial, jugado dos días después, el 8 de febrero de 2021.

## Uniforme

### Uniforme titular
| 1963 | 1973 | 1979 | 2013-14 | 2020 | 2022 | 2024 |

### Uniforme alternativo
| 2013-14 | 2020-21 | 2022 |

### Equipamiento
| Período   | Proveedor             |
| --------- | --------------------- |
| 1998      | Uhlsport              |
| 1999      | Mirrihue              |
| 2003      | Training Professional |
| 2009      | Lotto                 |
| 2010-2013 | Romma                 |
| 2013-2014 | Diproal               |
| 2014-2015 | Training Professional |
| 2015-2019 | Tomax                 |
| 2020-2024 | OneFit                |
| 2025-     | Givova                |

| Período   | Auspiciador                |
| --------- | -------------------------- |
| 1985      | PF                         |
| 1993      | Agrinova                   |
| 1994      | Carozzi                    |
| 1995-2001 | Cerveza Cristal            |
| 2002-2003 | Rari                       |
| 2004      | Multicentro                |
| 2005-2009 | Multihogar                 |
| 2010      | Universidad Bolivariana    |
| 2011-2014 | Multihogar                 |
| 2014-2015 | Municipalidad de Linares   |
| 2017      | Ecomain                    |
| 2018      | Mundo Pacífico             |
| 2019      | SuizCorp                   |
| 2020-2021 | Indemax                    |
| 2021      | Inmobiliaria Independencia |
| 2022      | Grupo San Gabriel          |
| 2023      | Municipalidad de Linares   |
| 2024-     | Meymaq                     |

## Estadio

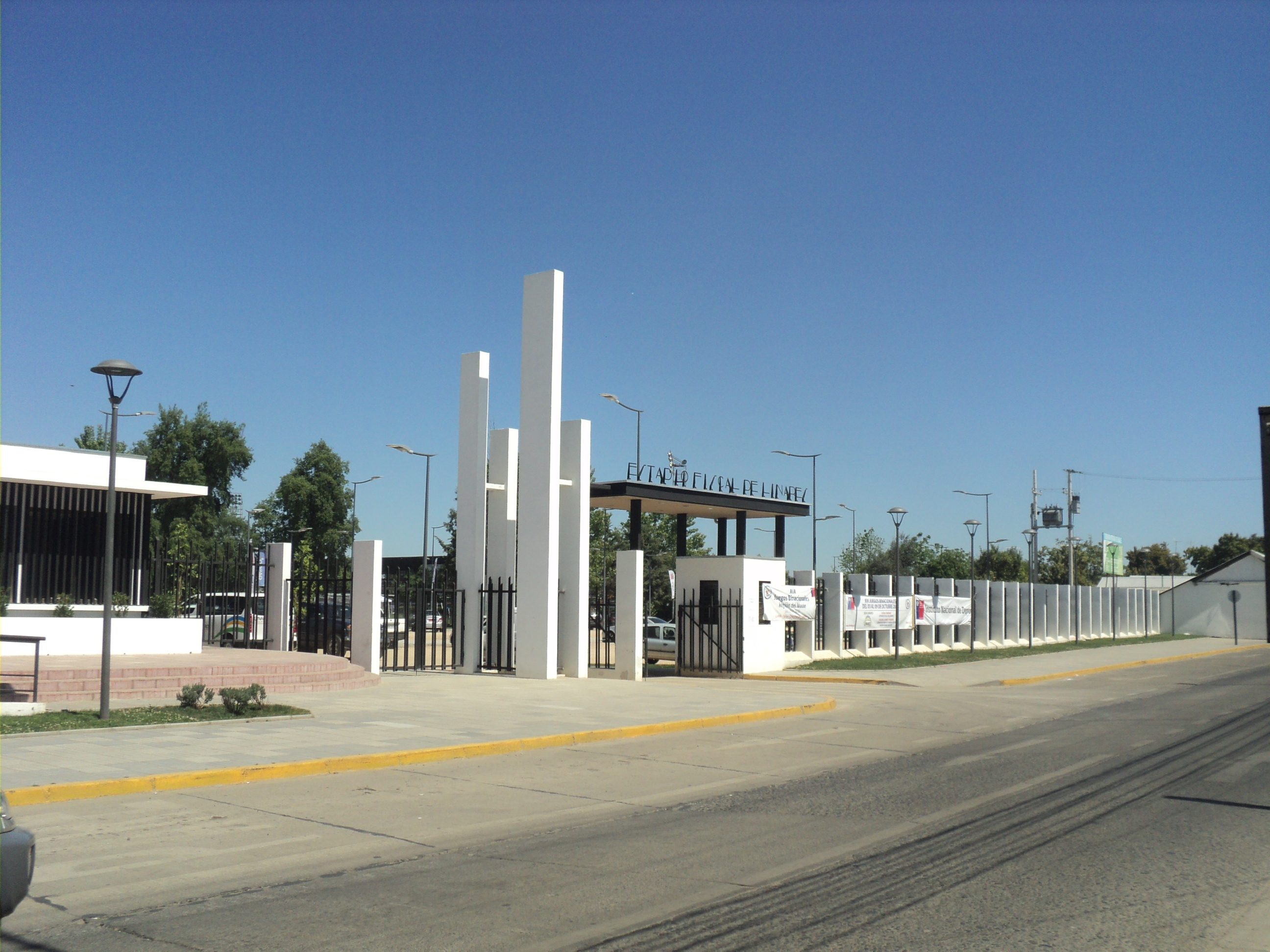
Entrada del Estadio Municipal "Tucapel Bustamante" de Linares.

El equipo hace de local frecuentemente en el Estadio Fiscal Tucapel Bustamante Lastra, propiedad de la Ilustre Municipalidad de Linares, inaugurado en 1948 y con capacidad para 4.000 personas.

## Datos del club
- Temporadas en 1ªB: 39 (1957, 1961-1991, 1995-2001)
- Temporadas en 2ª Profesional: 8 (2013-2015/16, 2020, 2023- )
- Temporadas en 3 Tercera "A": 18 (1992-1994, 2002-2010, 2012, 2017-2019, 2021-2022)
- Temporadas en 3 Tercera "B": 1 (2011)
- Mejor puesto en 1ªB: 1º (1968)
- Máximo goleador: Patricio Bonhomme, 87 Goles (70 SD, 17 CC)[17]

## Jugadores

### Plantilla 2025
- Por disposición de la ANFP, los equipos chilenos en la Segunda División Profesional están limitados a tener en su plantel un máximo de tres futbolistas extranjeros, excluidos aquellos registrados en el Fútbol Formativo.
- Por disposición de la ANFP, el número de las camisetas no puede sobrepasar al número de jugadores inscritos.
- Por disposición de la ANFP el plantel debe utilizar al menos 1638 minutos a juveniles chilenos (nac. 1 de enero de 2003).

### Altas 2025
| Jugador           | Posición      | Procedencia         | Tipo     |
| ----------------- | ------------- | ------------------- | -------- |
| Celso Castillo    | Portero       | Ñublense            | Libre    |
| Sebastián Aravena | Portero       | Rangers             | Préstamo |
| David Tati        | Defensa       | Colo-Colo           | Libre    |
| Joaquín Aros      | Defensa       | Trasandino          | Libre    |
| Diego Pereira     | Defensa       | General Velásquez   | Libre    |
| Felipe Lee-Chong  | Defensa       | Trasandino          | Libre    |
| Ricardo Sánchez   | Mediocampista | Deportes Recoleta   | Libre    |
| Gustavo Gallardo  | Mediocampista | Deportes La Serena  | Libre    |
| Bryan Figueroa    | Mediocampista | Deportes Rengo      | Libre    |
| Matías Pavez      | Mediocampista | Deportes Melipilla  | Libre    |
| Willian Gama      | Delantero     | Concón National     | Libre    |
| Hugo Toro         | Delantero     | Real San Joaquín    | Libre    |
| Cristian Duma     | Delantero     | Deportes Santa Cruz | Libre    |
| José Luis Palma   | Delantero     | Palestino           | Préstamo |

### Bajas 2025
| Jugador            | Posición      | Destino               | Tipo  |
| ------------------ | ------------- | --------------------- | ----- |
| Gustavo Fuentealba | Portero       | Retiro                |       |
| Gustavo Merino     | Portero       | Bandera de ?          | Libre |
| Sebastián Acevedo  | Portero       | Bandera de ?          | Libre |
| Franco Flores      | Defensa       | Gimnasia de Chivilcoy | Libre |
| Fernando Cordero   | Defensa       | Bandera de ?          | Libre |
| Diego González     | Mediocampista | Brujas de Salamanca   | Libre |
| Franz Schultz      | Mediocampista | Retiro                | Libre |
| Luis Oyarzo        | Mediocampista | CAI                   | Libre |
| Benjamín Urzúa     | Mediocampista | Bandera de ?          | Libre |
| Andy Fuentes       | Mediocampista | Bandera de ?          | Libre |
| Fabián González    | Mediocampista | Bandera de ?          | Libre |
| Sebastián Zúñiga   | Delantero     | Cobreloa              | Libre |
| Yonathan Suazo     | Delantero     | Provincial Osorno     | Libre |
| Carlos Soza        | Delantero     | Deportes Copiapó      | Libre |
| Felipe Escobar     | Delantero     | Brujas de Salamanca   | Libre |
| Maximiliano Cerato | Delantero     | Bandera de ?          | Libre |
| Nicolás Forttes    | Delantero     | Santiago Morning      | Libre |
| Camilo Valdés      | Delantero     | Bandera de ?          | Libre |

## Entrenadores

### Cronología
Los entrenadores interinos aparecen en cursiva.
- Omar Cabral Díaz (1957)
- José Luis Boffi (1958-1960)
- José Luis Boffi (1962-1963)
- Guillermo Báez (1964)
- Daniel Chirinos (1965)
- Tucapel Bustamante (1966)
- Ramón Climent Morales (1967)
- Tucapel Bustamante (1967-1968)
- Guillermo Báez (1969)
- José Valdebenito (1971)
- Tucapel Bustamante (1971)
- Tucapel Bustamante (1974)
- Tucapel Bustamante (1976)
- Sasha Mitjaew (1977)
- Tucapel Bustamante (1979)
- Jaime Campos Morales (1980)
- Tucapel Bustamante (1980-1982)
- Jorge Venegas (1982)
- Alfonso Sepúlveda (1983)
- Tucapel Bustamante (1983-1984)
- Víctor Adriazola (1985)
- Tucapel Bustamante (1985)
- Arturo Rodenak (1988)
- Tucapel Bustamante (1988)
- Hernán Godoy (1989)
- Francisco Graells (1989)
- Tucapel Bustamante (1989)
- Hugo Pedraza (1990)
- Francisco Graells (1990)
- Tucapel Bustamante (1992)
- Carlos Durán (1993-1994)
- Oscar Zambrano (1994)
- Eduardo Apablaza (1995)
- Víctor Adriazola (1995)
- Rolando García (1995)
- Eugenio Jara (1996)
- Esaú Bravo (1997)
- Juan Páez (1997)
- Horacio Rivas (1998)
- Ricardo Lee (1999)
- Rolando García (1999-2001)
- Osvaldo Hidalgo (2005)
- Ítalo Díaz (2008)
- Jhon Greig (2009-2010)
- Jaime Nova (2011-2013)
- Ramiro Míguez (2013-2014)
- Jaime Nova (2014-2015)
- Héctor Balocchi (2016)
- Manuel González (2017-2018)
- Leandro Méndez (2018)
- Rubén Martínez (2018)
- Luis Pérez Franco (2019)
- Rodolfo Neme (2020)
- Mauricio Riffo (2020)
- Nibaldo Rubio (2020)[18]
- Luis Pérez Franco (2020)
- Ramón Climent (2020-2021)
- Jaime Nova (2021)
- Luis Pérez Franco (2022-2023)
- Eduardo Lobos (2023-2024)
- Rodrigo Valdés (2024)
- Rodrigo Meléndez (2024-)

## Palmarés

### Torneos nacionales
- Tercera División de Chile/Tercera A (3): 1994, 2019, 2022
- Tercera B de Chile (1): 2011
- Subcampeón de la Segunda División de Chile (1): 1964[nota 1]
- Subcampeón de la Tercera División de Chile/Tercera A (2): 2003, 2012